# Đấu kiếm tại Đại hội Thể thao Đông Nam Á 2015
Đấu kiếm tại Đại hội Thể thao Đông Nam Á năm 2015 diễn ra từ ngày 3 đến ngày 7 tháng 6 tại OCBC Arena Hall 2, khu liên hợp thể thao Kallang, Singapore. Các vận động viên tranh tài ở 12 nội dung gồm cá nhân và đồng đội cho cả nam và nữ với ba loại vũ khí: kiếm ba cạnh (épée), kiếm liễu (foil) và kiếm chém (sabre).

## Quốc gia tham dự
Có 162 vận động viên đến từ 10 quốc gia tham gia thi đấu môn đấu kiếm:
- Brunei (4)
- Campuchia (6)
- Indonesia (24)
- Lào (6)
- Malaysia (17)
- Myanmar (14)
- Philippines (19)
- Singapore (24)
- Thái Lan (24)
- Việt Nam (24)

## Lịch trình thi đấu
Dưới đây là lịch trình thi đấu của môn đấu kiếm tại Đại hội Thể thao Đông Nam Á 2015:
| Q | Vòng loại | R16 | Vòng 1/8 | ¼ | Tứ kết | ½ | Bán kết | B | Tranh huy chương đồng | F | Chung kết |

| Nội dung↓/Ngày→           | 3/6 | 3/6 | 3/6 | 3/6 | 3/6 | 3/6 | 4/6 | 4/6 | 4/6 | 4/6 | 4/6 | 4/6 | 5/6 | 6/6 | 6/6 | 6/6 | 6/6 | 6/6 | 7/6 | 7/6 | 7/6 | 7/6 |
| ------------------------- | --- | --- | --- | --- | --- | --- | --- | --- | --- | --- | --- | --- | --- | --- | --- | --- | --- | --- | --- | --- | --- | --- |
| Kiếm ba cạnh cá nhân nam  | Q   | R16 | ¼   | ½   | B   | F   |     |     |     |     |     |     |     |     |     |     |     |     |     |     |     |     |
| Kiếm ba cạnh đồng đội nam |     |     |     |     |     |     |     |     |     |     |     |     |     | R16 | ¼   | ½   | B   | F   |     |     |     |     |
| Kiếm liễu cá nhân nam     |     |     |     |     |     |     | Q   | R16 | ¼   | ½   | B   | F   |     |     |     |     |     |     |     |     |     |     |
| Kiếm liễu đồng đội nam    |     |     |     |     |     |     |     |     |     |     |     |     |     |     |     |     |     |     | ¼   | ½   | B   | F   |
| Kiếm chém cá nhân nam     | Q   | R16 | ¼   | ½   | B   | F   |     |     |     |     |     |     |     |     |     |     |     |     |     |     |     |     |
| Kiếm chém đồng đội nam    |     |     |     |     |     |     |     |     |     |     |     |     |     | ¼   | ¼   | ½   | B   | F   |     |     |     |     |
| Kiếm ba cạnh cá nhân nữ   |     |     |     |     |     |     | Q   | R16 | ¼   | ½   | B   | F   |     |     |     |     |     |     |     |     |     |     |
| Kiếm ba cạnh đồng đội nữ  |     |     |     |     |     |     |     |     |     |     |     |     |     |     |     |     |     |     | ¼   | ½   | B   | F   |
| Kiếm liễu cá nhân nữ      | Q   | R16 | ¼   | ½   | B   | F   |     |     |     |     |     |     |     |     |     |     |     |     |     |     |     |     |
| Kiếm liễu đồng đội nữ     |     |     |     |     |     |     |     |     |     |     |     |     |     | ¼   | ¼   | ½   | B   | F   |     |     |     |     |
| Kiếm chém cá nhân nữ      |     |     |     |     |     |     | Q   | ¼   | ¼   | ½   | B   | F   |     |     |     |     |     |     |     |     |     |     |
| Kiếm chém đồng đội nữ     |     |     |     |     |     |     |     |     |     |     |     |     |     |     |     |     |     |     | ¼   | ½   | B   | F   |

## Tóm tắt kết quả

### Nam
| Kiếm ba cạnh cá nhân  | Nguyễn Tiến Nhật · Việt Nam                                                               | Lim Wei Wen · Singapore                                                                             | Lee Mun Hou Samson · Singapore                                                                                 |  |  |  |
| Kiếm ba cạnh cá nhân  | Nguyễn Tiến Nhật · Việt Nam                                                               | Lim Wei Wen · Singapore                                                                             | Panthawit Chamcharern · Thái Lan                                                                               |  |  |  |
| Kiếm ba cạnh đồng đội | Việt Nam (VIE) · Nguyễn Phước Đến · Nguyễn Tiến Nhật · Nguyễn Văn Thắng · Phạm Hùng Dương | Singapore (SIN) · Willie Khoo Zile · Samson Lee Mun Hou · Lim Wei Wen · Aloysius Low Hoi Yeen       | Indonesia (INA) · Joneska Pitera Anggera · Muhammad Haerullah · Ryan Pratama · Yudi Pomos Setiawan             |  |  |  |
| Kiếm ba cạnh đồng đội | Việt Nam (VIE) · Nguyễn Phước Đến · Nguyễn Tiến Nhật · Nguyễn Văn Thắng · Phạm Hùng Dương | Singapore (SIN) · Willie Khoo Zile · Samson Lee Mun Hou · Lim Wei Wen · Aloysius Low Hoi Yeen       | Thái Lan (THA) · Panthawit Chamcharern · Supoj Chavalanarumit · Naphat Klueanphet · Wongsathon Songpraphai     |  |  |  |
|                       |                                                                                           | | |  |  |  |
| Kiếm liễu cá nhân     | Nontapat Panchan · Thái Lan                                                               | Nguyễn Minh Quang · Việt Nam                                                                        | Chan Kevin Jerrold · Singapore                                                                                 |  |  |  |
| Kiếm liễu cá nhân     | Nontapat Panchan · Thái Lan                                                               | Nguyễn Minh Quang · Việt Nam                                                                        | Perez Nathaniel · Philippines                                                                                  |  |  |  |
| Kiếm liễu đồng đội    | Singapore (SIN) · Chan Kevin Jerrold · Lim Joshua Ian · Ong Justin Xian Shi · Tan Yuan Zi | Philippines (PHI) · Curioso Wilfred Richard · Louie Brennan Wayne · Perez Nathaniel · Segui Emerson | Thái Lan (THA) · Mayakarn Sopanut · Panchan Nontapat · Phakungkoon Thapanun · Sritang-Orn Suppakorn            |  |  |  |
| Kiếm liễu đồng đội    | Singapore (SIN) · Chan Kevin Jerrold · Lim Joshua Ian · Ong Justin Xian Shi · Tan Yuan Zi | Philippines (PHI) · Curioso Wilfred Richard · Louie Brennan Wayne · Perez Nathaniel · Segui Emerson | Indonesia (INA) · Ricky Hafidz Jan Gunarto · Tauhid Ramadhan · Aryanto Agus Salim · Dennis Ariadinata Satriana |  |  |  |
|                       |                                                                                           | | |  |  |  |
| Kiếm chém cá nhân     | Vũ Thành An · Việt Nam                                                                    | Choy Yu Yong · Singapore                                                                            | Yu Peng Kean · Malaysia                                                                                        |  |  |  |
| Kiếm chém cá nhân     | Vũ Thành An · Việt Nam                                                                    | Choy Yu Yong · Singapore                                                                            | Wiradech Kothny · Thái Lan                                                                                     |  |  |  |
| Kiếm chém đồng đội    | Việt Nam (VIE) · Bùi Văn Tài · Nguyễn Văn Lợi · Tô Đức Anh · Vũ Thành An                  | Indonesia (INA) · Ansyori Ade · Ricky Dhisullimah · Ruli Mauliadhani · Idon Jaya Wiguna             | Singapore (SIN) · Chan Wei Ren David · Choy Yu Yong · Leu Yi Yang Clive · Tseng Lin Fang                       |  |  |  |
| Kiếm chém đồng đội    | Việt Nam (VIE) · Bùi Văn Tài · Nguyễn Văn Lợi · Tô Đức Anh · Vũ Thành An                  | Indonesia (INA) · Ansyori Ade · Ricky Dhisullimah · Ruli Mauliadhani · Idon Jaya Wiguna             | Malaysia (MAS) · Lindbichler Adam Nicholas · Rizal Mohamad Shafiq · Wong Tzer Chyuan · Yu Peng Kean            |  |  |  |

### Nữ
| Kiếm ba cạnh cá nhân  | Trần Thị Len · Việt Nam                                                                              | Harlene Raguin · Philippines                                                                       | Wijitta Takhamwong · Thái Lan                                                                             |  |  |  |
| Kiếm ba cạnh cá nhân  | Trần Thị Len · Việt Nam                                                                              | Harlene Raguin · Philippines                                                                       | Rania Herlina Rahardja · Singapore                                                                        |  |  |  |
| Kiếm ba cạnh đồng đội | Việt Nam (VIE) · Nguyễn Thanh Vân · Nguyễn Thị Như Hoa · Trần Thị Len · Trần Thị Thùy Trinh          | Philippines (PHI) · Abella Hanniel · Estimada Anna Gabriella · Harlene Raguin · Pangilinan Keren   | Singapore (SIN) · Lim Cheryl · Lim Elizabeth Ann Yu Yan · Lim Victoria Ann Xiu Yan · Rahardja Rania Herli |  |  |  |
| Kiếm ba cạnh đồng đội | Việt Nam (VIE) · Nguyễn Thanh Vân · Nguyễn Thị Như Hoa · Trần Thị Len · Trần Thị Thùy Trinh          | Philippines (PHI) · Abella Hanniel · Estimada Anna Gabriella · Harlene Raguin · Pangilinan Keren   | Indonesia (INA) · Isnawaty Idar · Megawati Megawati · Jeanned Nurhidayati · Dian Pertiwi                  |  |  |  |
|                       | | | |  |  |  |
| Kiếm liễu cá nhân     | Wang Wenying · Singapore                                                                             | Justine Gail Tinio · Philippines                                                                   | Nguyễn Thị Hoài Thu · Việt Nam                                                                            |  |  |  |
| Kiếm liễu cá nhân     | Wang Wenying · Singapore                                                                             | Justine Gail Tinio · Philippines                                                                   | Nunta Chantasuvannasin · Thái Lan                                                                         |  |  |  |
| Kiếm liễu đồng đội    | Singapore (SIN) · Wang Wenying · Wong Cheryl Ye Han · Wong Nicole Mae Hui Shan · Wong Ye Ying Liane  | Việt Nam (VIE) · Đỗ Thị Anh · Lê Thị Bích · Lưu Thị Thanh Nhàn · Nguyễn Thị Hoài Thu               | Philippines (PHI) · Lozada Wilhelmina · Pangilinan Keren · Tinio Justine Gail · Estimada Anna Gabriella   |  |  |  |
| Kiếm liễu đồng đội    | Singapore (SIN) · Wang Wenying · Wong Cheryl Ye Han · Wong Nicole Mae Hui Shan · Wong Ye Ying Liane  | Việt Nam (VIE) · Đỗ Thị Anh · Lê Thị Bích · Lưu Thị Thanh Nhàn · Nguyễn Thị Hoài Thu               | Indonesia (INA) · Flodesa Flodesa · Chintya Amreiny Pua · Herlin Erviana Purnamawati · Verdiana Rihandini |  |  |  |
|                       | | | |  |  |  |
| Kiếm chém cá nhân     | Nguyễn Thị Lệ Dung · Việt Nam                                                                        | Sirawalai Starrat · Thái Lan                                                                       | Lau Ywen · Singapore                                                                                      |  |  |  |
| Kiếm chém cá nhân     | Nguyễn Thị Lệ Dung · Việt Nam                                                                        | Sirawalai Starrat · Thái Lan                                                                       | Pornsawan Ngernrungruangroj · Thái Lan                                                                    |  |  |  |
| Kiếm chém đồng đội    | Việt Nam (VIE) · Bùi Thị Thu Hà · Nguyễn Thị Lệ Dung · Nguyễn Thị Thanh Loan · Nguyễn Thị Thùy Chung | Thái Lan (THA) · Manunya Patsara · Ngernrungruangroj Pornsawan · Pokeaw Tonpan · Starrat Sirawalai | Singapore (SIN) · Cheung Sharmaine En-Qi · Lau Ywen · Lee Huimin Ann · Yong Mei Xin Christabel            |  |  |  |
| Kiếm chém đồng đội    | Việt Nam (VIE) · Bùi Thị Thu Hà · Nguyễn Thị Lệ Dung · Nguyễn Thị Thanh Loan · Nguyễn Thị Thùy Chung | Thái Lan (THA) · Manunya Patsara · Ngernrungruangroj Pornsawan · Pokeaw Tonpan · Starrat Sirawalai | Indonesia (INA) · Anggraini Reni · Diah Permatasari · Ima Sapitri · Novi Susanti                          |  |  |  |

## Bảng huy chương
| Hạng               | Đoàn               | Vàng | Bạc | Đồng | Tổng số |
| ------------------ | ------------------ | ---- | --- | ---- | ------- |
| 1                  | Việt Nam (VIE)     | 8    | 2   | 1    | 11      |
| 2                  | Singapore (SIN)    | 3    | 3   | 7    | 13      |
| 3                  | Thái Lan (THA)     | 1    | 2   | 7    | 10      |
| 4                  | Philippines (PHI)  | 0    | 4   | 2    | 6       |
| 5                  | Indonesia (INA)    | 0    | 1   | 5    | 6       |
| 6                  | Malaysia (MAS)     | 0    | 0   | 2    | 2       |
| Tổng số (6 đơn vị) | Tổng số (6 đơn vị) | 12   | 12  | 24   | 48      |